# Bougainvillia principis
Bougainvillia principis is een hydroïdpoliep uit de familie Bougainvilliidae. De poliep komt uit het geslacht Bougainvillia. Bougainvillia principis werd in 1850 voor het eerst wetenschappelijk beschreven door Steenstrup. 